# 帕特里夏·塔拉比尼
帕特里夏·塔拉比尼（義大利語：Patricia Tarabini，1968年8月6日—），阿根廷女子网球运动员。她曾代表阿根廷参加1992年、1996年和2004年夏季奥林匹克运动会网球比赛，其中2004年奥运会获得一枚铜牌。